# Экзорцизм (фильм)
«Экзорцизм» (англ. Exorcism: The Possession of Gail Bowers ) — американский фильм ужасов 2006 года режиссёра Ли Скотта. Фильм вышел сразу на видео. Выпущен студией The Asylum, многие работы которой относят к так называемым мокбастерам.

## Сюжет
В жизни девушки Гейл произошла трагедия: несчастный случай унёс жизни её родителей. Теперь она находится на попечении своей старшей сестры Энн и её мужа Кларка. В целом отношения между Гейл и её попечителями складываются вполне нормально, но не обходят их стороной и различные споры: так Гейл не желает переходить в новый для неё колледж после переезда, не соглашается с христианскими убеждениями своей сестры, а также решает жить в гараже, где, по её словам, если всё качественно обставить, то можно создать иллюзию проживания в обычной квартире.
Переехав на новое место жительства, Гейл в первый же день знакомится с девушкой Франси, которая живёт по соседству. Однажды вечером девушки решают повеселиться вызвать духов с помощью колдовской доски. Однако, пошутить им не удалось, ибо они действительно вызвали некоего духа из потустороннего мира, который, к тому же, вселился в Гейл. Теперь жизнь Гейл и её попечителей становится кошмаром — в доме, а также с самой Гейл, происходят различного рода паранормальные события: в помещениях жилого дома падают различные предметы, в коридорах слышатся шаги, с Гейл некто стаскивает одеяло. Осматривавший девушку психолог Ричард Торнхилл впоследствии слушал в телефонной трубке голоса на арамейском языке. Сама же девушка впадает в глубокое депрессивное состояние, у неё появляются большие круги под глазами, она левитирует и ползает по потолку на четвереньках. Однако при этом девушка пытается бороться с демоном и последний порой отпускает её на непродолжительное время.
Изгнать демона из Гейл предстоит отцу Бейтсу, который ранее отказался от своего сана после того, как не смог совершить подобный обряд с другой девушкой. Помогают ему в этом ещё двое священнослужителей и доктор Ричард Торнхилл.

## В ролях
| Актёр                       | Роль                   |
| --------------------------- | ---------------------- |
| Эрика Роби                  | Гейл Боуэрс            |
| Томас Дауни                 | отец Томас Бейтс       |
| Грифф Фурст                 | Кларк Педерсон         |
| Ноэл Турман                 | Энн Педерсон           |
| Александра Попова[уточнить] | Демон                  |
| Клаудио Зауэре              | Больная девочка        |
| Даниэль-де-Петров-Дукато    | Священник              |
| Дэвид Шик                   | доктор Ричард Торнхилл |
| Ребека Кохан                | Франси                 |
| Дин Аревало                 | отец Флетчер           |
| Джефф Дентон                | доктор Алекс Роса      |
| Майкл Тауэр                 | отец Уильямс           |

## Художественные особенности
В фильме присутствует две сцены обнажения женского тела, сцены жестокого насилия (вырывание глаз, раздирание лица, всаживание в грудь ножниц, раздавливание головы кроватью).